# Šilalė (gemeente)
Šilalė is een van de 60 Litouwse gemeenten, in het district Tauragė.
De hoofdplaats is de gelijknamige stad Šilalė. De gemeente telt ongeveer 30.400 inwoners op een oppervlakte van 1188 km².
Volgens de Litouwse volkstelling van 2021 had Šilalė een relatief hoog vruchtbaarheidscijfer (voor Litouwse begrippen) van gemiddeld 1,977 kinderen per vrouw, hetgeen ruim 31% hoger is dan het Litouwse gemiddelde van 1,506 kinderen per vrouw.

## Plaatsen in de gemeente
Plaatsen met inwonertal (2001):
- Šilalė – 6281
- Kvėdarna – 1934
- Laukuva – 998
- Pajūris – 872
- Kaltinėnai – 835
- Pajūralis – 633
- Šiauduva – 436
- Vingininkai – 410
- Upyna – 409
- Teneniai – 369